# 1446 Sillanpaa
Sillanpaa (asteróide 1446) é um asteróide da cintura principal, a 2,0187228 UA. Possui uma excentricidade de 0,1010241 e um período orbital de 1 229,08 dias (3,37 anos).
Sillanpaa tem uma velocidade orbital média de 19,87597433 km/s e uma inclinação de 5,25729º.
Esse asteróide foi descoberto em 26 de Janeiro de 1938 por Yrjö Väisälä.